# Diana Rossová
Diana Rossová (* 26. března 1944, Detroit, Michigan, USA) je americká zpěvačka a herečka. Patří mezi nejznámější černošské ženské pěvecké hvězdy z oblasti amerického soulu. 
Zpěvu se věnuje už od dětství. Již na střední škole zpívala se svými budoucími pěveckými partnerkami z dívčí vokální skupiny The Supremes. Její jméno bylo neoddělitelně spojeno s americkou vydavatelskou společností Tamla Motown, u které byla v 60. a 70. letech hlavní pěveckou hvězdou mimo jiné také díky tomu, že jejím manželem byl Berry Gordy, hlavní majitel firmy. S přibývajícím věkem a kvůli rozvodu s manželem v roce 1981 se její repertoár postupně přikláněl stále více ke klasickému popu s prvky tehdy módního stylu disco. Od 90. let 20. století Diana Ross zaznamenává ústup ze slávy a pokles zájmu o svoji osobnost. 
Diana Ross také objevila The Jackson 5. Michael Jackson, hlavní zpěvák skupiny a pozdější sólový umělec, měl s Dianou velmi dobrý přátelský vztah. V roce 1978 spolu hráli ve filmovém muzikálu Čaroděj. Zpěvák ji také zmínil ve své závěti.

## Česká diskografie
- 2 LP Černá galaxie – vydal Supraphon v licenci Motown Records